# Hyagnoides striaticollis
Hyagnoides striaticollis är en skalbaggsart som beskrevs av Stefan von Breuning 1939. Hyagnoides striaticollis ingår i släktet Hyagnoides och familjen långhorningar.
Artens utbredningsområde är Kongo-Kinshasa. Inga underarter finns listade i Catalogue of Life.